# 八重姫 (伊東祐親の娘)
八重姫（やえひめ、生没年未詳）は、平安時代末期の女性。伊豆国伊東庄（現・静岡県伊東市）の豪族であり、頼朝の監視役であった伊東祐親の三女。源頼朝の最初の妻とされる。頼朝の初子・千鶴御前（千鶴丸）の母。
『延慶本 平家物語』『源平盛衰記』『源平闘諍録』『曽我物語』などの物語類にのみ登場し、同時代史料や『吾妻鏡』など後世の編纂史料には見えない。また前述の物語類にも名は記されておらず、「八重姫」の名は室町後期から江戸期にかけて在地伝承として生まれた名だと思われ、文献では江戸時代末期の伊豆の地誌『豆州誌稿』に初めて現れる。また江戸時代前期成立の『東奥軍記』『和賀一揆次第』では名を「万功御前」としている。

## 概略
『曽我物語』によれば、14歳で伊豆国へ流罪となり、在地豪族の伊東祐親の監視下で日々を送っていた頼朝は、祐親が大番役で上洛している間に祐親の三女（八重姫）と通じ、やがて男子を一人もうけて千鶴御前と名付けた。千鶴御前が3歳になった時、大番役を終えて京から戻った祐親は激怒し、「親の知らない婿があろうか。今の世に源氏の流人を婿に取るくらいなら、娘を非人乞食に取らせる方がましだ。平家の咎めを受けたらなんとするのか」と平家への聞こえを恐れ、家人に命じて千鶴を轟ヶ淵に柴漬（柴で包んで縛り上げ、重りをつけて水底に沈める処刑法）にして殺害し、娘を取り返して同国の住人・江間の小四郎に嫁がせた。さらに頼朝を討つべく郎党を差し向けたが、頼朝の乳母・比企尼の三女を妻としていた祐親の次男・祐清が頼朝に身の危険を知らせ、頼朝は祐清の烏帽子親である北条時政の邸に逃れたという。時政の下で暮らすようになった頼朝は、やがて時政の長女・政子と結ばれることになる。
その後の祐親三女については、『延慶本 平家物語』や『源平盛衰記』には記されていない。『源平闘諍録』では江間の元を出奔し、後年頼朝から呼び戻されて、その計らいで相馬師常と結ばれたとする。『曽我物語』では後に密かに伊東館を抜け出して頼朝のいる北条館を訪れたが、すでに頼朝は政子と恋仲になっていたため真珠ヶ淵に身を投げて入水自殺したとされる。最誓寺（静岡県伊東市音無町）の伝承では北条氏と縁を結んだと伝えられている。
上記の祐親三女と千鶴御前に関する記述は虚構の多い『曽我物語』や軍記物語の『延慶本 平家物語』『源平盛衰記』『源平闘諍録』のみで、頼朝の流人時代を記した史料はなく、伝承の域を出ない。ただし、鎌倉幕府編纂書である『吾妻鏡』の治承4年10月19日（1180年11月8日）条と養和2年2月15日（1182年3月21日）条に、安元元年（1175年、頼朝29歳）の9月頃、祐親が頼朝を殺害しようとした所を、次男・祐清がそのことを告げて、頼朝が走湯権現に逃れたこと、挙兵後の頼朝に捕らえられた祐親が恩赦によって助命される所を「以前の行いを恥として」自害したことが記されており、頼朝と祐親の間に因縁があったことは認められる。
伊豆の国市中条に八重姫を祀った真珠院がある。伊東市音無町には頼朝と八重姫が逢瀬を重ねたという音無の森の音無神社、八重姫が千鶴丸を祀ったとされる最誓寺などがある。

## 研究
- 保立道久は頼朝と八重姫の婚姻は祐親自身の意向であったが、頼朝が祐親の縁戚である北条時政の娘（政子）とも関係したことに激怒した[注 3]のが襲撃の原因であると推測し、曾我兄弟の仇討ちの発端となる工藤祐経による河津祐泰（祐親の子・曾我兄弟の父）殺害には頼朝による報復としての性格（祐経への協力）があった可能性を指摘している[3]。
- 坂井孝一は、八重姫が夫・江間の小四郎の戦死後、「阿波局」という女房名で頼朝の御所で働くようになり、江間氏の所領を受け継いだ北条義時と再婚して、北条泰時を産んだという仮説を提示している[4]。一方、渡邊大門は坂井の仮説について、史料的な裏付けがない上に首肯できない点が多々あり、そもそも八重の実在そのものが疑わしく、八重が義時と結ばれたというのはかなりの無理筋だとしている[5]。

## 画像集

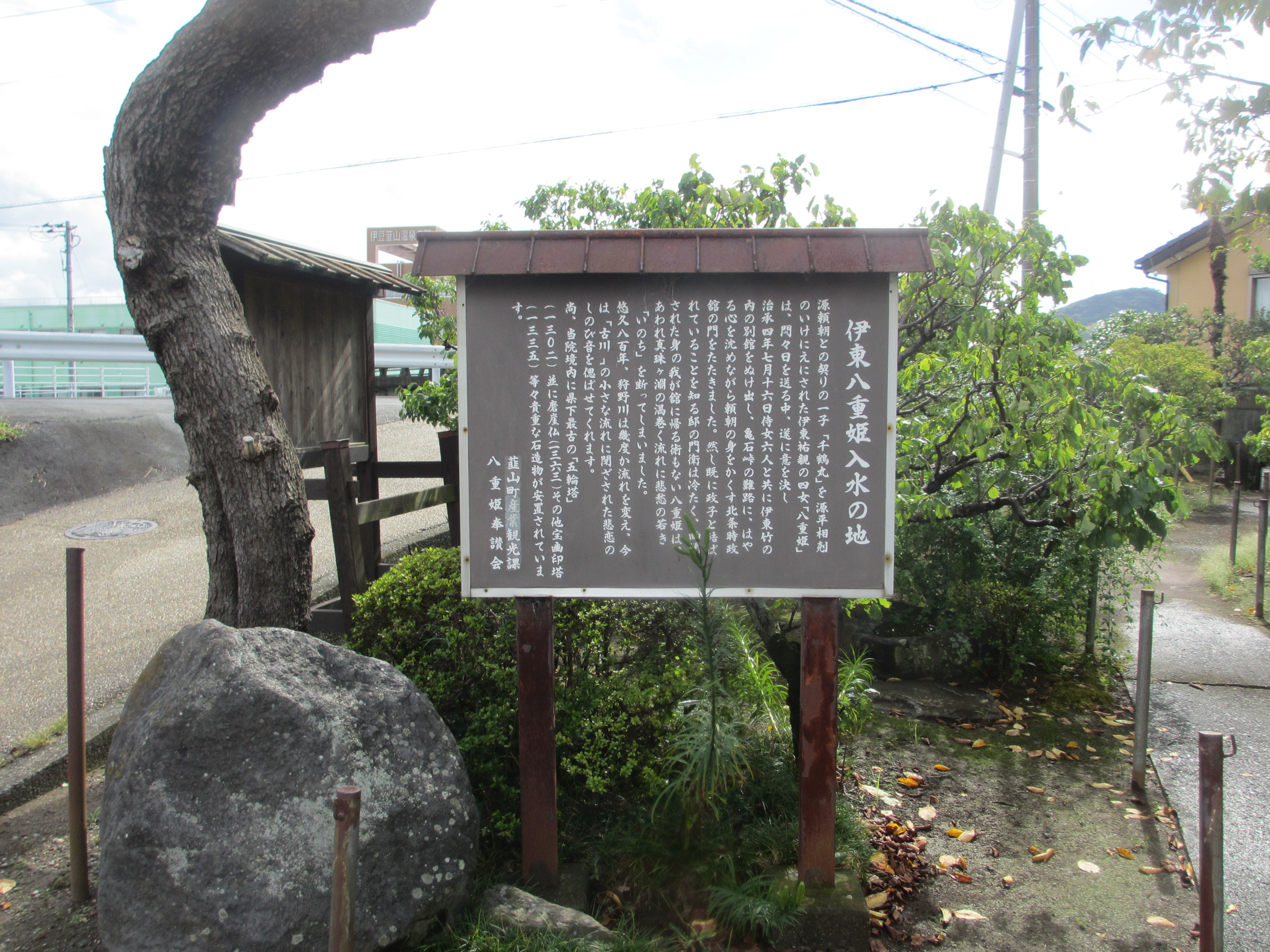
伊東八重姫入水の地、説明板（静岡県伊豆の国市中條145‐2）
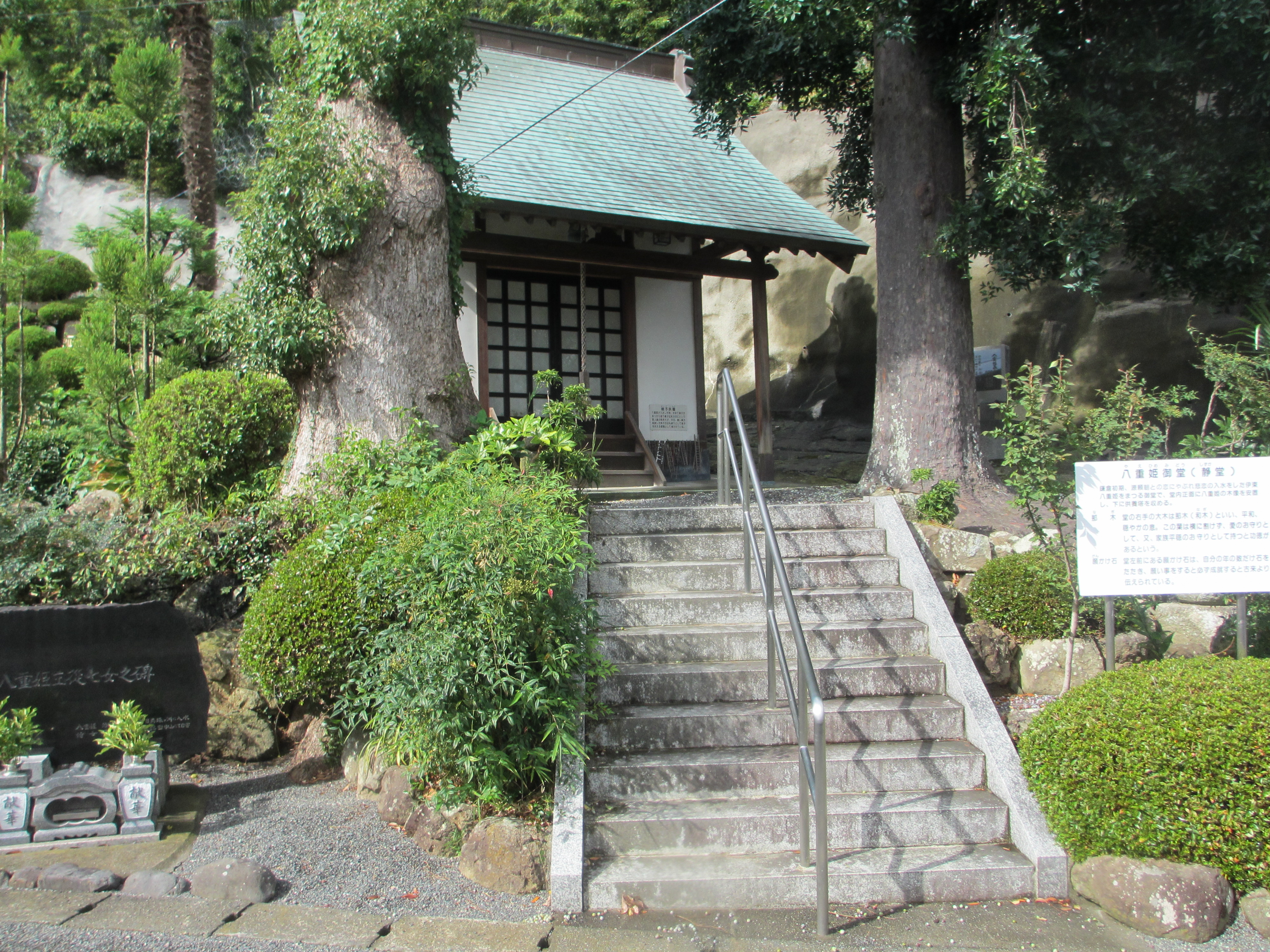
八重姫御堂（静堂）（境内入口右手、梯子供養6人の侍女の碑）
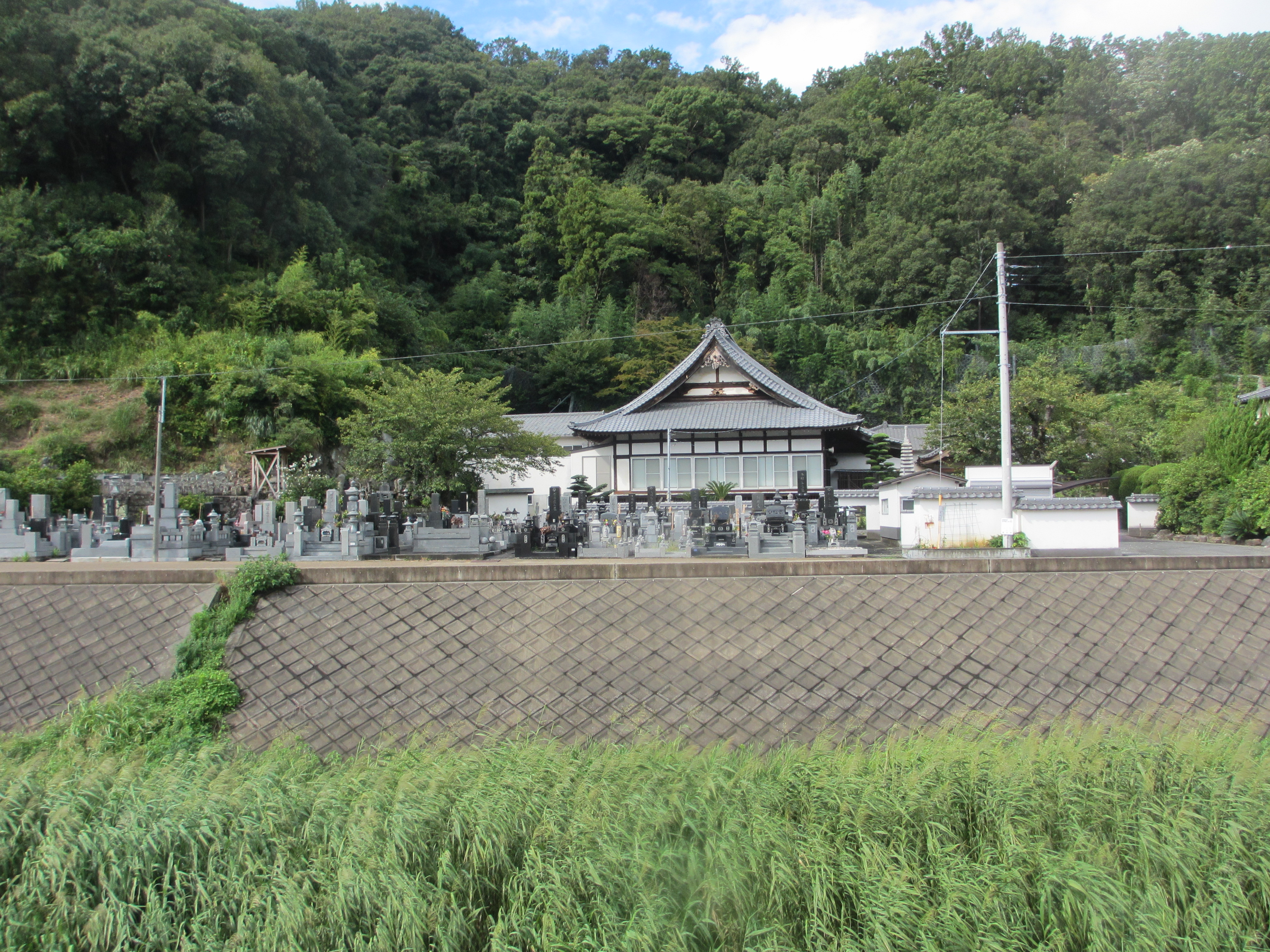
真珠院全体像（狩野川対岸より、木枠の所が五輪塔）
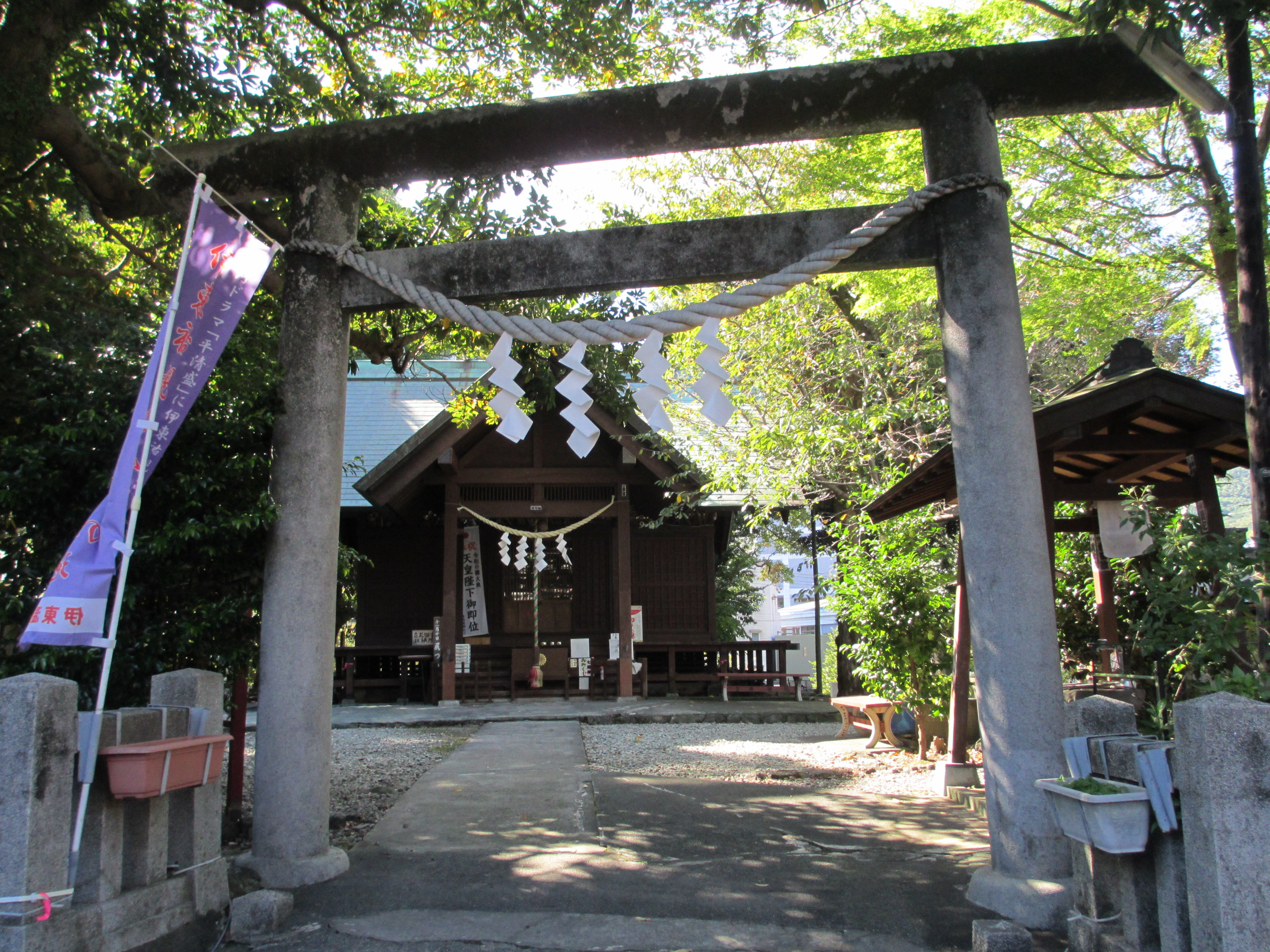
音無神社（伊東市）（静岡県伊東市音無町1‐13）
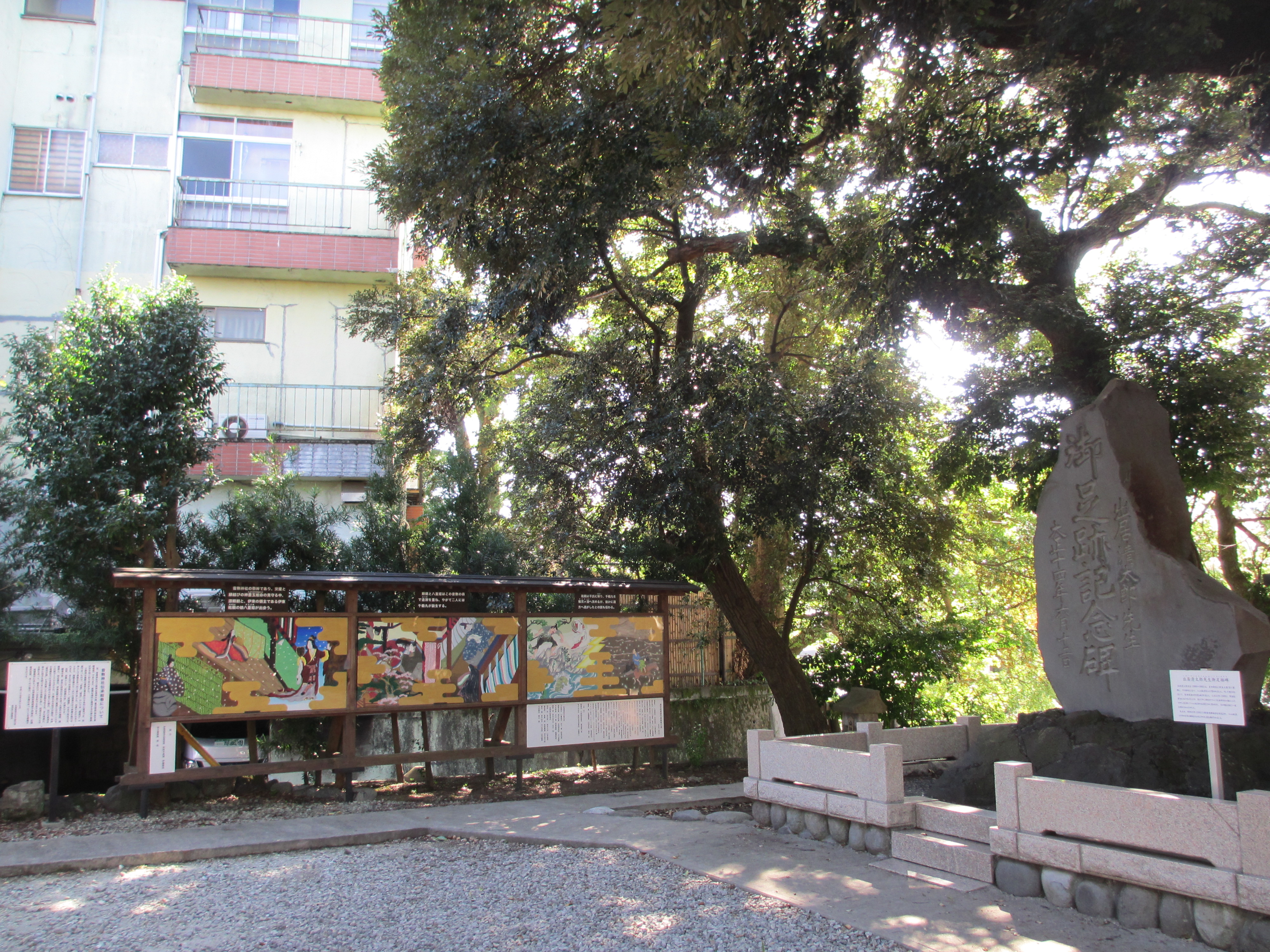
音無神社境内（伊東市）（八重姫絵物語）
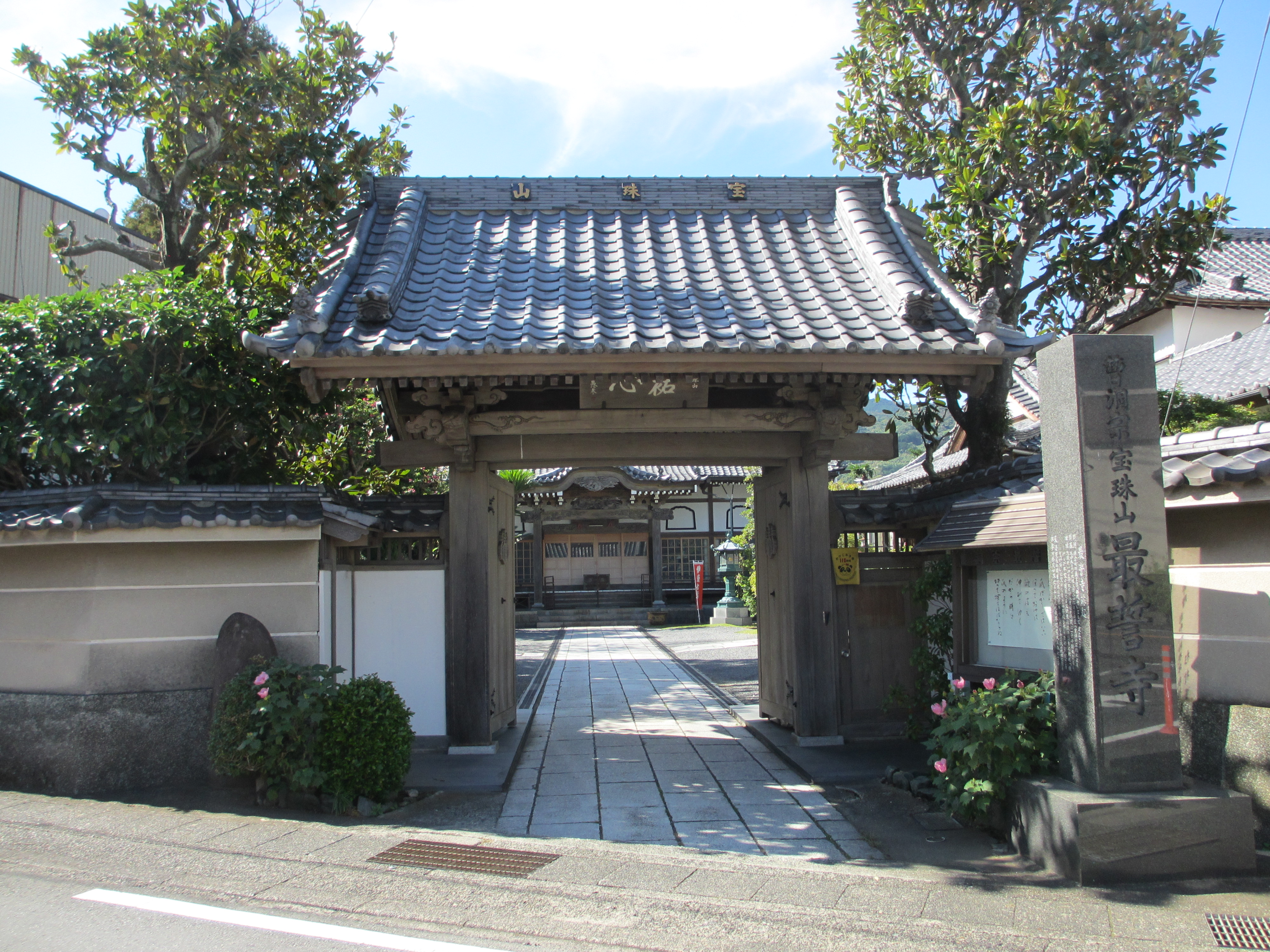
最誓寺（伊東市）（静岡県伊東市音無町2‐3）向って右側の石碑に「最誓寺縁起」が記されている。
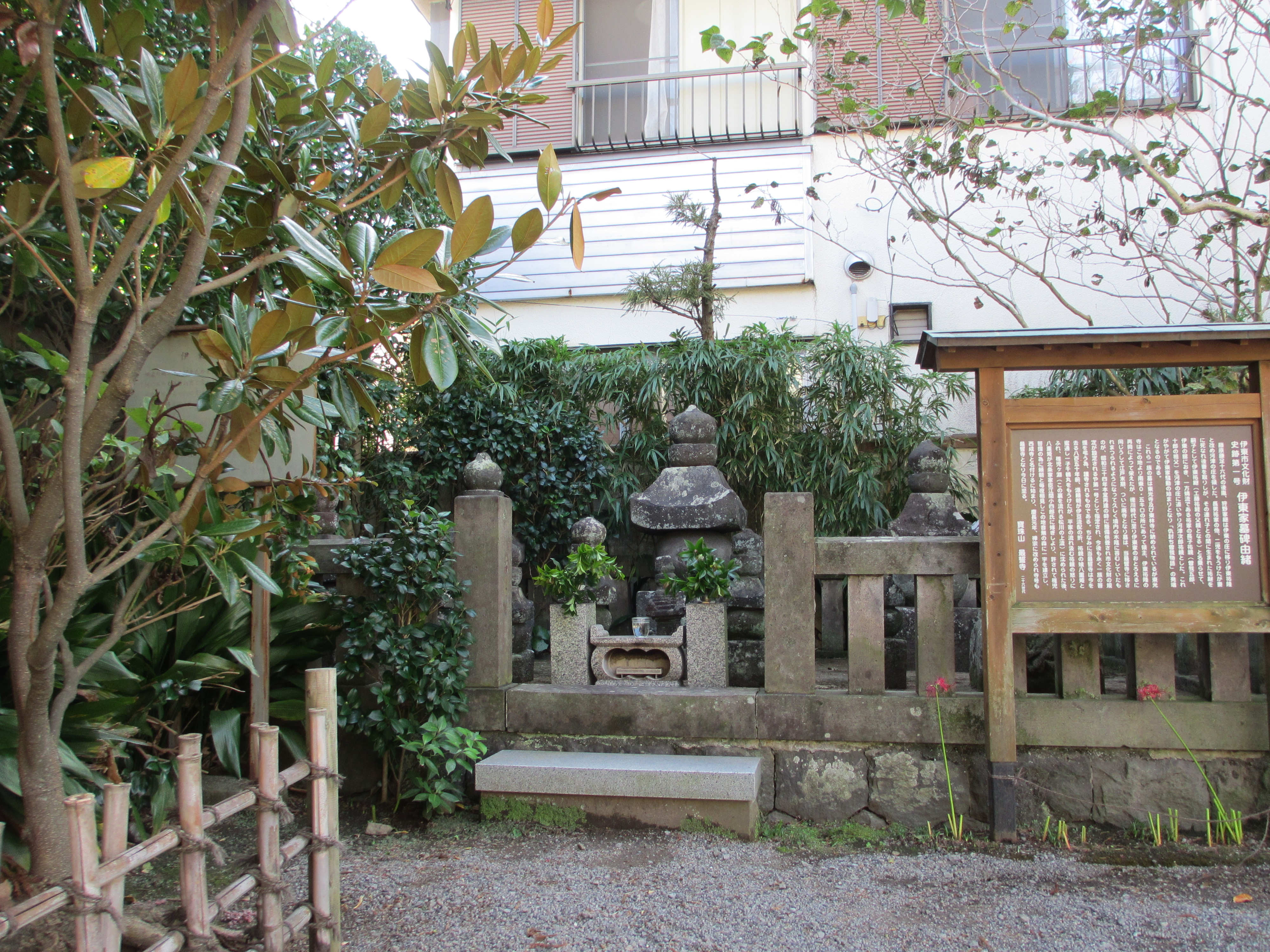
最誓寺伊東家墓碑（東光寺・東林寺より移動、昭和34年整備）
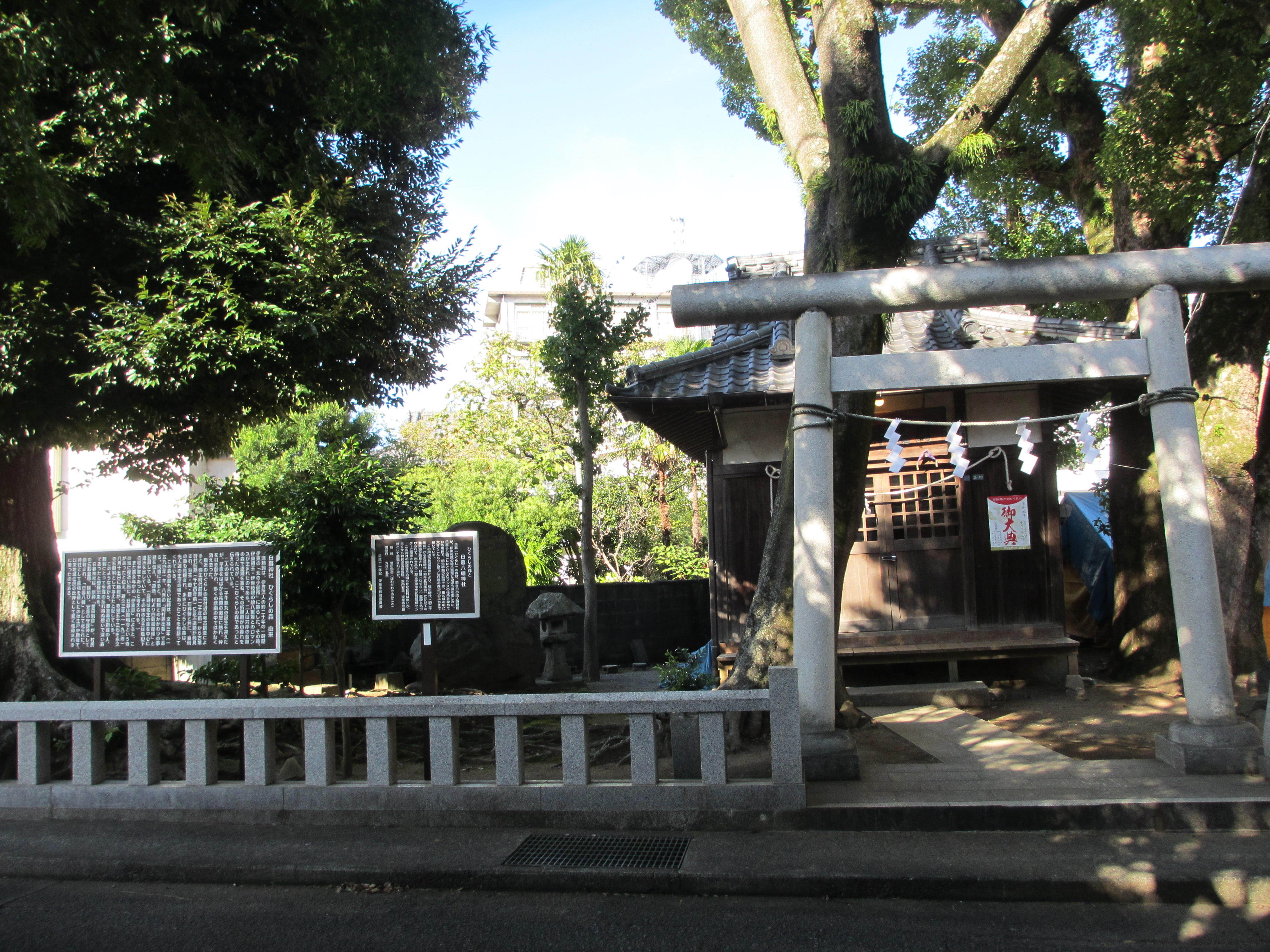
日暮八幡神社（伊東市）（静岡県伊東市桜木町1‐2‐10）
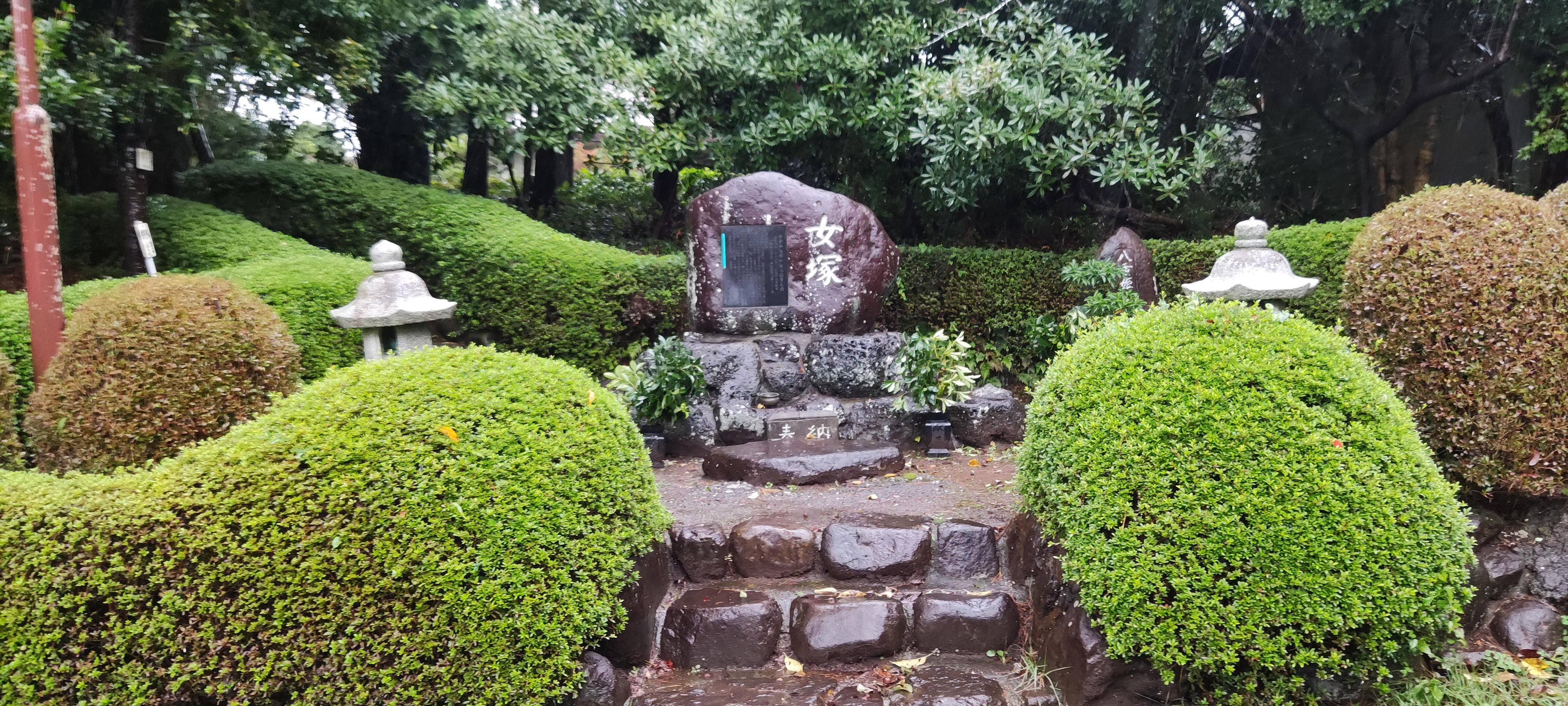
女塚史跡公園（伊豆の国市）（静岡県伊豆の国市浮橋1600‐75）
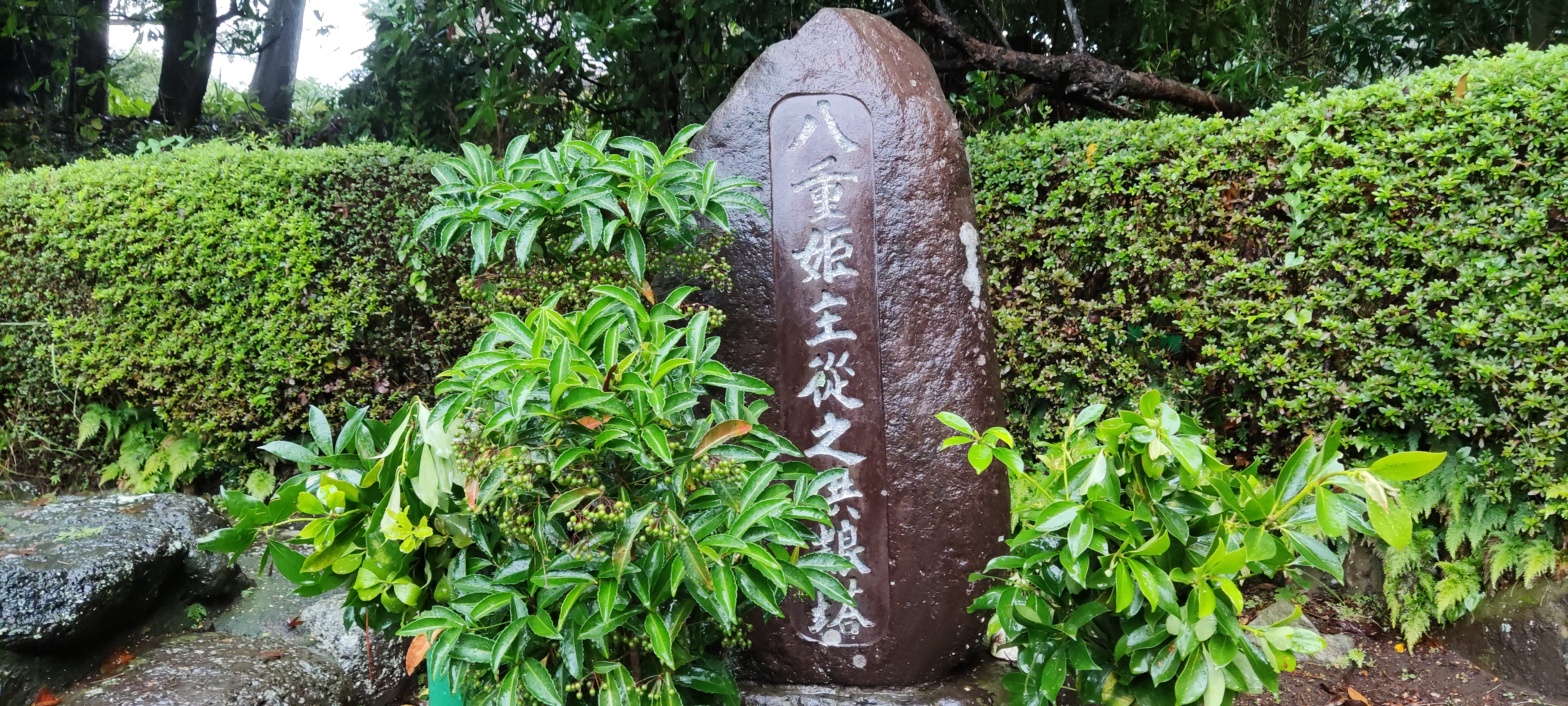
八重姫主従之供養塔（侍女1人は伊東へ、後の5人自害の地）

## 関連作品
テレビドラマ
- 平清盛（2012年、NHK大河ドラマ） - 演：福田沙紀
- 鎌倉殿の13人（2022年、NHK大河ドラマ） - 演：新垣結衣[注 4]

小説
- 赤神諒「恋真珠」（2022年、『読んで旅する鎌倉時代』講談社文庫、所収）